# Roxy
Roxy是Quiksilver旗下的大型女裝品牌，於1990年成立，剛開始只是一個泳裝系列，隨後逐步發展出完整產品線，並特別針對喜愛衝浪或滑雪等戶外運動的女性提供產品。

## 品牌介紹
Roxy以『有趣大膽、熱愛運動、無所畏懼、自我風格』為主要概念。1993年, 以2個Quiksilver Logo對影合併成一個心型，設計出Roxy的品牌Logo。
自1990年發展至今，Roxy已成為大型女性時尚品牌。除了服裝以外，也推出配件、居家用品、衝浪與滑雪用品、鞋子、書籍與香水等多種產品。同時亦於1995年成立青少年品牌Roxy Girl，之後在1997年，創立兒童品牌Teenie Wahine。

### 運動選手贊助
自1994年，Roxy與女子衝浪世界冠軍Lisa Andersen展開合作，並在其引薦下，加入Megan Abubo、Chelsea Georgeson、Veronica Kay、Kassia Meador、Kula Barbieto、卡丽莎·穆尔，成立專屬的女子職業運動隊伍 the Boardrider's Team，並自1995年起陸續在全球各地舉辦職業衝浪比賽，如 the Roxy Pro Hawaii、the Roxy Pro Women's Surf Festival等等，此外亦針對以下世界級女性運動員提供贊助。
女子衝浪選手：
- Lisa Andersen - 4 屆女子衝浪世界冠軍[4][5]
- Sofia Mulanovich - 2004 ASP 世界冠軍[6][7]
- Jen Smith - 2007 & 2009 長板世界冠軍[8][9][10]

女子滑雪選手：
- 托拉·布赖特 - 奧運滑雪板選手;2007世界冠軍; 2007 X-Game Superpipe 金牌得主與2010奧運金牌得主[11][12]
- Sarah Burke - 2屆 X-Games Freeski Superpipe 金牌得主[13][14]
- Kjersti Buaas - 奧運滑雪板選手[15][16]
- Amber Stackhouse - 職業滑雪板選手[17]

女子帆船選手:
- Samantha Davies - 2008 Vendée Globe 參賽選手[18][19]

## 其他相關頁面
- Quiksilver
- DC Shoes

## 相關連結
- Roxy（页面存档备份，存于）